# Aserbaidschanischer Fußballpokal 2005/06
Der Aserbaidschanischer Fußballpokal 2005/06 war die 14. Austragung des Pokalwettbewerbs im Fußball in Aserbaidschan. Pokalsieger wurde der FK Qarabağ Ağdam, der sich im Finale gegen den FK Karvan Yevlax mit 2:1 durchsetzte. Durch den Sieg qualifizierte sich Qarabağ für die 1. Qualifikationsrunde im UEFA-Pokal 2006/07.

## Modus
Bis zum Halbfinale wurden die Sieger in Hin- und Rückspiel ermittelt. Bei Torgleichstand in beiden Spielen zählte zunächst die größere Zahl der auswärts erzielten Tore; gab es auch hierbei einen Gleichstand, wurde das Rückspiel verlängert und ggf. ein Elfmeterschießen zur Entscheidung ausgetragen.

## Teilnehmer
| Premyer Liqası (14) | Premyer Liqası (14) | Birinci Divizionu (15) | Birinci Divizionu (15) |
| --- | --- | --- | --- |
| - FK Baku - MKT Araz İmişli - FK Gənclərbirliyi Sumqayıt - FK Göyəzən Qazax - İnter Baku - FK Karvan Yevlax - FK Gəncə | - MOİK Baku PFK - Neftçi Baku PFK - FK Olimpik Baku - FK Qarabağ Ağdam - FK Şahdağ-Samur - PFK Turan Tovuz - FK Xəzər Lənkəran | - ABN Bərdə - FK Adliyya Baku - Bakılı Baku PFK - FK Viləş Masallı - ANŞAD-Petrol Neftçala - Neftçi Baku PFK II - Gənclik-95 Sumqayıt II - Gilan Qəbələ | - Rote Fahne Tovuz - Şahdağ-Samur II - FK Şərur Baku - PFK Simurq Zaqatala - FK Energetik Mingəçevir - FK Xəzər Lənkəran II - FK Yeni Yevlax |

## 1. Runde
In dieser Runde nahmen elf Erstligisten und fünfzehn Zweitligisten teil.
| Datum             |                              | Gesamt |                                | Hinspiel | Rückspiel |
| ----------------- | ---------------------------- | ------ | ------------------------------ | -------- | --------- |
| 24.09./15.10.2005 | ABN Bərdə (II)               | 1:4    | FK Gənclərbirliyi Sumqayıt (I) | 0:2      | 1:2       |
| 24.09./15.10.2005 | PFK Simurq Zaqatala (II)     | 2:3    | PFK Turan Tovuz (I)            | 1:1      | 1:2       |
| 24.09./15.10.2005 | Gilan Qəbələ (II)            | 6:0    | MOİK Baku PFK (I)              | 2:0      | 4:0       |
| 24.09./15.10.2005 | FK Viləş Masallı (II)        | 1:6    | FK Qarabağ Ağdam (I)           | 0:5      | 1:1       |
| 24.09./15.10.2005 | ANŞAD-Petrol Neftçala (II)   | 0:3    | FK Xəzər Lənkəran II (II)      | 0:3      | 0:0       |
| 24.09./15.10.2005 | FK Energetik Mingəçevir (II) | 2:6    | FK Olimpik Baku (I)            | 1:3      | 1:3       |
| 24.09./15.10.2005 | FK Şərur Baku (II)           | 00:14  | FK Xəzər Lənkəran (I)          | 0:5      | 0:9       |
| 25.09./16.10.2005 | Şahdağ-Samur II (II)         | 2:7    | MKT Araz İmişli (I)            | 0:3      | 2:4       |
| 25.09./16.10.2005 | FK Adliyya Baku (II)         | 0:6    | FK Karvan Yevlax (I)           | 0:3      | 0:3       |
| 25.09./16.10.2005 | Rote Fahne Tovuz (II)        | 0:3    | FK Göyəzən Qazax (I)           | 0:1      | 0:2       |
| 25.09./16.10.2005 | Gənclik-95 Sumqayıt II (II)  | 2:8    | FK Şahdağ-Samur (I)            | 2:5      | 0:3       |
| 25.09./16.10.2005 | FK Yeni Yevlax (II)          | 2:4    | Bakılı Baku PFK (II)           | 1:3      | 1:1       |
| 09.10./16.10.2005 | Neftçi Baku PFK II (II)      | 1:5    | FK Gəncə (I)                   | 0:2      | 1:3       |

## Achtelfinale
Teilnehmer: Die dreizehn Sieger der 1. Runde und drei weitere Erstligisten (FK Baku, İnter Baku, Neftçi Baku PFK).
| Datum             |                           | Gesamt |                                | Hinspiel | Rückspiel |
| ----------------- | ------------------------- | ------ | ------------------------------ | -------- | --------- |
| 04.11./19.11.2005 | Neftçi Baku PFK (I)       | 3:2    | FK Gənclərbirliyi Sumqayıt (I) | 1:2      | 2:0       |
| 05.11./19.11.2005 | Gilan Qəbələ (II)         | 0:1    | PFK Turan Tovuz (I)            | 0:0      | 0:1       |
| 05.11./19.11.2005 | FK Xəzər Lənkəran II (II) | 1:2    | FK Qarabağ Ağdam (I)           | 0:0      | 1:2       |
| 05.11./19.11.2005 | FK Olimpik Baku (I)       | 0:3    | FK Baku (I)                    | 0:0      | 0:3       |
| 05.11./20.11.2005 | FK Gəncə (I)              | 2:4    | FK Karvan Yevlax (I)           | 1:3      | 1:1       |
| 05.11./20.11.2005 | FK Göyəzən Qazax (I)      | 1:2    | İnter Baku (I)                 | 1:1      | 0:1       |
| 05.11./20.11.2005 | FK Şahdağ-Samur (I)       | 0:3    | FK Xəzər Lənkəran (I)          | 0:2      | 0:1       |
| 05.11./20.11.2005 | MKT Araz İmişli (I)       | 7:1    | Bakılı Baku PFK (II)           | 5:1      | 2:0       |

## Viertelfinale
| Datum             |                      | Gesamt |                       | Hinspiel | Rückspiel |
| ----------------- | -------------------- | ------ | --------------------- | -------- | --------- |
| 04.03./18.03.2006 | Neftçi Baku PFK (I)  | 3:0    | PFK Turan Tovuz (I)   | 3:0      | 0:0       |
| 04.03./18.03.2006 | FK Qarabağ Ağdam (I) | 3:2    | FK Baku (I)           | 3:2      | 0:0       |
| 05.03./19.03.2006 | FK Karvan Yevlax (I) | 5:2    | İnter Baku (I)        | 1:1      | 4:1       |
| 25.04./28.04.2006 | MKT Araz İmişli (I)  | 1:3    | FK Xəzər Lənkəran (I) | 00:1 1   | 00:0 1    |

## Halbfinale
| Datum             |                       | Gesamt |                      | Hinspiel | Rückspiel |
| ----------------- | --------------------- | ------ | -------------------- | -------- | --------- |
| 25.04./03.05.2006 | Neftçi Baku PFK (I)   | 0:1    | FK Qarabağ Ağdam (I) | 0:0      | 0:1       |
| 03.05./07.05.2006 | FK Xəzər Lənkəran (I) | 1:3    | FK Karvan Yevlax (I) | 1:0      | 0:3       |

## Finale
| Paarung          | FK Qarabağ Ağdam – FK Karvan Yevlax |
| Ergebnis         | 2:1 (1:1) |
| Datum            | 3. Juni 2006 |
| Stadion          | Şəfa-Stadion, Baku |
| Zuschauer        | 6.000 |
| Schiedsrichter   | Vüsal Əliyev |
| Tore             | 0:1 Vasif Haqverdiev (1.) 1:1 Roman Axalkatsi (45.) 2:1 Samir Musajew (87.) |
| FK Qarabağ Ağdam | Cahangir Həsənzadə – Azər Məmmədov, Vasif Haqvedriyev (85. Mübariz Orucov), Sergey Sokolov, Namiq Yusifov (66. Müsfiq Hüseynov) – Romal Hüseynov, Aslan Kərimov, Bojan Ilić, Ramiz Hüseynov – Goga Beraia, Samir Musayev. |
| FK Karvan Yevlax | Dmitri Kramarenko – Ernani Pereira, Aleksandre Intskirweli, Mahir Sükürov, Gotscha Trapaidse – Bachir Mougadi, Ismayil Məmmədov, Nazar Baýramow, Romani Akhalkatsi (59. Samir Abbasov) – Kənan Kərimov, Fərrux Ismayilov. |
| Gelbe Karten     | Vasif Haqvedriyev, Cahangir Həsənzadə – Ismayil Məmmədov, Mahir Sükürov, Samir Abbasov |